# Ferragosto

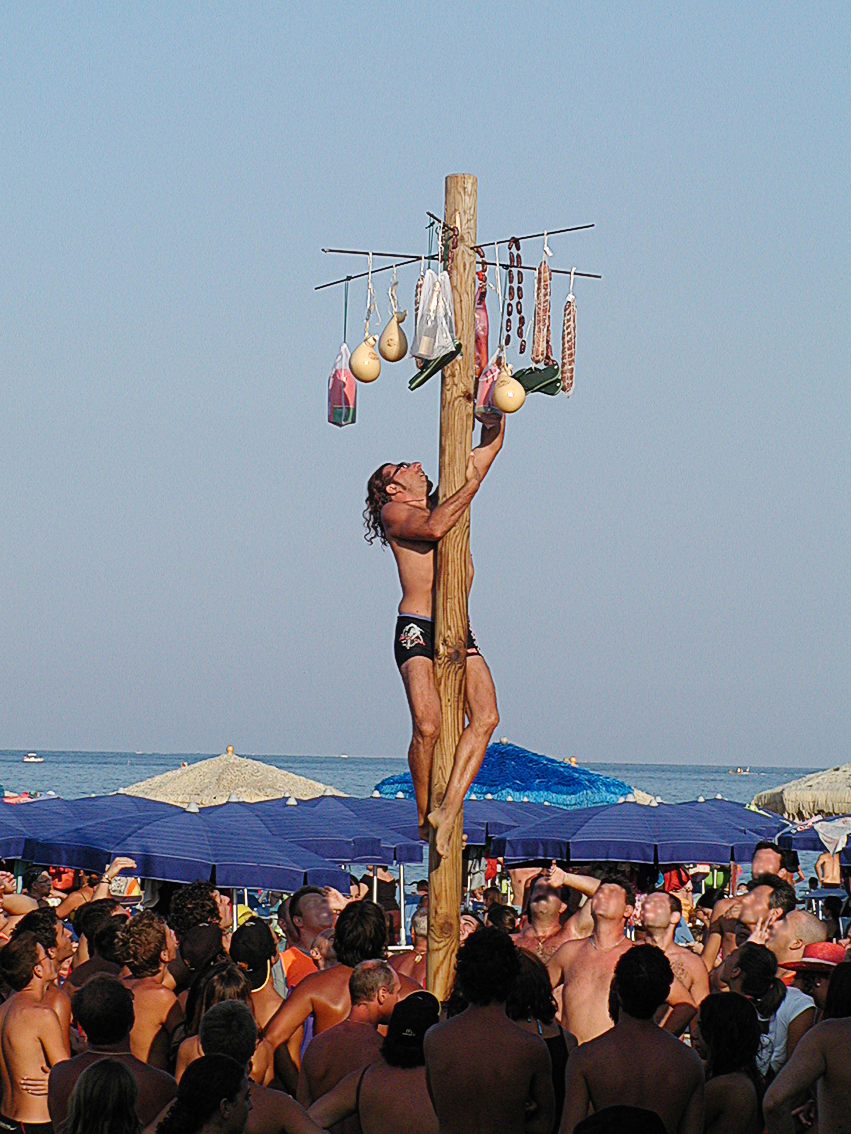
Diversión en la playa en Pescara en Ferragosto (del latín Feriae Augusti = fiesta de Augusto); considerada una de las fiestas eclesiásticas y familiares más importantes de Italia.

Ferragosto es una fiesta italiana de carácter laico celebrada el 15 de agosto y que suele ir acompañada de éxodos masivos hacia lugares de playa o a la montaña.
El término Ferragosto deriva de la locución latina Feriae Augusti (vacaciones de Augusto) que fue una festividad instituida por el emperador Augusto en el año 18 a. C. y que se unía a unas festividades antiquísimas que el mismo mes celebraban el fin de las labores agrícolas.
En la tradición católica el día de Ferragosto coincide con el día de la Asunción de la Virgen María a los cielos.

## El Ferragosto en el cine italiano
- "Ferragosto in bikini" (1961), dirigida por Marino Girolami, donde unos personajes se encuentran en la playa de Fregene.
- "Il sorpasso" (1962), dirigida por Dino Risi y protagonizada por Vittorio Gassman. La narración inicial de la película empieza diciendo "En una Roma desierta de un Ferragosto cualquiera".
- "L'ascensore" (1976), Episodio de "Quelle strane occasioni" dirigida por Luigi Comencini, y protagonizada por Alberto Sordi y Stefania Sandrelli; trata sobre la joven Donatella (Stefania Sandrelli) que queda encerrada en compañía de un maduro monseñor (Alberto Sordi) en el ascensor de un edificio desierto por las fiestas de Ferragosto.
- "Un sacco bello" (1980), dirigida por Carlo Verdone, cuyo fondo es el de una Roma desolada y desierta en pleno Ferragosto.
- "Caro diario" (1993), dirigida por Nanni Moretti, Moretti mata el eterno aburrimiento paseando en Vespa por la ciudad eterna, vacía y en pleno Ferragosto.
- "Pranzo di Ferragosto" (2008), dirigida por Gianni Di Gregorio. Vencedora del Premio Venezia Opera Prima "Luigi De Laurentiis" en el 65º Festival Internacional de Cine de Venecia.
- "Manuale d'amore 3" (2011), Comedia romántica dirigida por Giovanni Veronesi. Los protagonistas de la película viven el clímax de su enamoramiento durante los fuegos artificiales de Ferragosto.